# Nauris Bulvītis
Nauris Bulvītis, né le 15 mars 1987 à Riga en Lettonie, est un footballeur international letton, qui évolue au poste de défenseur au FK Ventspils.

## Biographie

### Carrière de joueur
Nauris Bulvītis dispute 8 matchs en Ligue Europa, pour deux buts inscrits.
Le 29 juin 2016, il rejoint le Plymouth.

### Carrière internationale
Nauris Bulvītis compte 19 sélections et 2 buts avec l'équipe de Lettonie depuis 2012. 
Il est convoqué pour la première fois par le sélectionneur national Aleksandrs Starkovs pour un match de la Coupe baltique 2012 contre la Lituanie le 1er juin 2012 (victoire 5-0). Par la suite, le 6 septembre 2013, il inscrit son premier but en sélection contre la Lituanie, lors d'un match des éliminatoires de la Coupe du monde 2014 (victoire 2-1).

## Palmarès

### En club
- Avec l'Inverness CT
  - Champion d'Écosse de D2 en 2010

### En sélection
- Vainqueur de la Coupe baltique en 2012 et 2014

## Statistiques détaillées

### Buts en sélection
Le tableau suivant liste les résultats de tous les buts inscrits par Nauris Bulvītis avec l'équipe de Lettonie.